# U-84号潜艇 (1941年)
U-84号（德語：U 84）是纳粹德国战争海军建造的二十四艘VII-B型潜艇（或称U艇）之一。它由吕贝克的弗伦德尔船厂承建，于1941年2月26日下水，至同年4月29日交付使用。第二次世界大战期间，该艇曾执行过八次巡逻作战，共击沉6艘、击伤1艘同盟国或中立国舰船，累积总吨位为37,081吨。1943年8月7日，U-84号在百慕大西南的北大西洋遭美国解放者轰炸机发射的FIDO自导鱼雷击沉，艇内46名官兵全数阵亡。

## 设计
由于原有VII-A型潜艇的燃料容量有限而导致航程不足，战争海军于1936年又设计建造了24艘VII-B型潜艇作为改进版。为了提高操纵性和转向性能，他们在两副螺旋桨后部设计了两片舵，并增大舵面面积。VII-B型艇的内部空间更大，因此可在外部鞍状水舱内多装载33吨燃油。这种燃料舱是“自动加注”的——当柴油不断被消耗时，海水也不断进入该水舱以补偿浮力。艇艏和艇艉还设有纵倾平衡水舱，通过调整两端水量来防止潜艇在水下可能产生的纵倾和横摇。作为VII-B型艇，U-84号的全长增加了两米，达到66.50米，舷宽6.20米、高9.5米，并有4.74米的吃水深度，水上和水下排水量分别为753吨和857吨。该艇采用双轴设计，具有两副直径为1.23米的三叶螺旋桨。动力由两台日耳曼尼亚生产的F46型六缸四冲程1,400匹公制馬力（1,000千瓦特）涡轮增压柴油机用于水面运行，以及两台AEG提供的GU 460/8-276型375匹公制馬力（280千瓦特）双作用电动发电机用于水下航行；水面最高航速17.9節（33.2每小時），水下8節（15每小時）；能够在水面以10節（19每小時）航速续航8,700海里（16,100），或以4節（7.4每小時）连续在水下航行90海里（170）而无需充电。
武器装备方面，U-84号装备有五具内置式鱼雷发射管——艇艏四具、艇艉一具。相较于VII-A型艇，其艇艉的鱼雷发射管设计在耐压壳体内部、两片舵之间，鱼雷可以由此向外发射。在轮机舱甲板下方还配备了用于艇艉的鱼雷装填系统，耐压壳体与甲板室之间一前一后还设计有外置鱼雷贮存装置，因此U-84号的鱼雷储备和发射能力也得以提升，可携带14枚G7型鱼雷或最多26枚TMA型水雷（TMB型则为39枚）。此外，该艇还搭载有一门配备220发弹药的88毫米35式速射炮以及一门配备1,195发弹药20毫米30式高射炮作为甲板炮。其标准船员编制为4名军官及40－56名水兵。

## 历史
1938年6月9日，海军造舰局根据《英德海军协定》的要求，正式将五艘VII-B型潜艇（U-83至U-87号）的建造合同发包予吕贝克的弗伦德尔船厂。其中U-84号于次年11月9日开始铺设龙骨，建造序列为280。经过近十四个月的建造，它于1941年2月26日下水，至同年4月29日在首度担任艇长的海军中尉霍斯特·乌普霍夫的指挥下交付使用。完成海试后，该艇加入驻基尔的第1潜艇区舰队，先是在波罗的海进行战备训练，然后作为前线艇于1941年9月移驻德占法国的布雷斯特，直到1943年8月7日被击沉。与当时大多数德国U艇一样，U-84号在瞭望塔上漆有一个专属的艇徽：一匹夹着尾巴嚎叫的狼。
第二次世界大战期间，U-84号曾执行过八次巡逻和十七次狼群作战，共击沉6艘、击伤1艘同盟国或中立国舰船，累积总吨位为37,081吨。

### 作战巡逻
1941年7月2日，U-84号与U-501号共同从基尔启程前往挪威的霍滕，在当地接受U艇前线技术培训。它们于7月15日进一步来到特隆赫姆，完成火炮和鱼雷射击操练，并为首次执行作战任务进行最终的调试。随后，该艇于8月6日抵达卑尔根待命。8月9日19:00，U-84号在乌普霍夫的指挥下离开卑尔根执行第一次巡逻，前往冰岛西南部的北大西洋游弋。从8月16日至27日以及8月27日至9月13日，它曾先后加入“格陵兰”和“藩侯”狼群，试图根据时任U艇首长卡尔·邓尼茨制定的集群战术，寻求与盟军的护航船队作战，但一无所获。经过为期四十四天、水面约6,150海里（11,390）、水下约290海里（540）的航行后，U-84号于9月22日12:30抵达德占法国的布雷斯特。
在接下来的两次巡逻中，U-84号主要去往格陵兰岛东南部、纽芬兰岛和新斯科舍半岛附近的北大西洋游弋。尽管期间曾相继加入“打死”和“马贼”狼群（第二次巡逻），又参与过“塞德利茨”和“齐滕”狼群（第三次巡逻），但乌普霍夫直到第四次巡逻才迎来首个战功。当时他率艇于1942年3月16日18:02从布雷斯特出发，在洛里昂装载鱼雷，然后前往美国东岸的北大西洋游弋，并于4月2日从友艇UA号接收了超过19立方（19,000公升）的燃料补给。4月8日04:57，当无护航的南斯拉夫货轮内马尼娅号（Nemanja）在暗夜中以8.5節（15.7每小時）的速度沿之字形规避航线行驶时，在距离紫貂角东南偏南约180海里（330）处被U-84号发射的一枚鱼雷击中右舷3号货舱和侧部煤舱之间。潜艇追逐了该船逾十个小时，曾于02:57发射过两枚鱼雷，但未击中目标。由于天线随主桅杆一同落下，幸存者试图发送求救信号失败，于是立即登上一艘受损的救生艇在波涛汹涌的海面上弃船逃生。乌普霍夫随后浮出水面，于05:42通过艉部鱼雷送出“致命一击”后，没有问讯幸存者便离开了该地区。内马尼娅号在第二次被击中后迅速沉没。4月21日00:30分，无护航且无武装的巴拿马货船翼蓟号（Chenango）又被U-84号的一枚鱼雷击中左舷4号和5号舱口，在船体上炸出一个大洞。锰矿货物导致该船在一分钟内便沉没在亨利角东南约60海里（110）处。经过为期六十二天、水面约8,306海里（15,383）、水下约322海里（596）的航行后，U-84号于5月15日14:30回到布雷斯特。
第五次巡逻于1942年6月10日21:00离开布雷斯特。在洛里昂完成补给后，U-84号前往西班牙西部和加勒比地区的北大西洋游弋，至8月13日18:30返回。在这次为期六十五天、水面约10,660海里（19,740）、水下约633海里（1,172）的航行期间，乌普霍夫共击沉3艘、击伤1艘舰船。从6月12至17日，该艇曾加入“恩德拉斯狼群”，但依旧一无所获。首个受害者是挪威货轮托万格号（Torvanger），它于6月19日脱离HX-194号护航船队，至6月23日16:29在亚速尔群岛以西约450海里（830）处被U-84号的两枚鱼雷击中右舷船舯部和4号舱口，三分钟后船尾沉没，右舷倾覆并解体。德国人审问了其中一些弃船的幸存者，为他们提供了罐头面包、朗姆酒、香烟和海水皂，并提出要把受伤的幸存者带到潜艇上接受治疗，但遭对方水手拒绝。四天后，该艇从U-459号接收了超过61立方（61,000公升）的燃料和十天的补给。7月13日04:08，无护航的美国货轮安德鲁·杰克逊号（Andrew Jackson）在古巴的卡德納斯灣对开约20海里（37）处遭到乌普霍夫的两枚鱼雷袭击。只有一枚鱼雷击中了船舯后部。爆炸造成三名值更人员死亡，摧毁了发动机，并击穿轮机舱上方的甲板通风，导致船艉部分坍塌。随后乌普霍夫再发射一枚鱼雷击中该船，船立即沉没。7月19日06:45，无护航的洪都拉斯货船下加利福尼亚号（Baja California）被U-84号的两枚鱼雷击中。第一枚在左舷1号舱口前端爆炸，第二枚则击中轮机长室后方的3号舱口前端。它立即向左舷倾斜，十分钟后在丽贝卡浅滩东北约40海里（74）处沉没。7月21日09:07和09:08，乌普霍夫又在基韦斯特西南约40海里处向TAW-4J号护航船队中的一艘轮船和一艘油轮各发射一枚鱼雷，并观察到两艘船均被击中。然而，事实上只有美国自由轮威廉·卡伦·布莱恩特号（William Cullen Bryant）被击中右舷1号货舱。瞭望员在遇袭前几秒看到另一枚鱼雷从前方经过。爆炸炸出一个直径约18英尺（5.5）的孔洞，并压弯了舯部甲板室下方的钢板。但该船并未沉没，而是稍后被拖至岸边完成修复。7月31日，U-463号再为U-84号输送了12立方（12,000公升）燃料。
9月29日17:45，乌普霍夫率U-84号从布雷斯特出发执行第六次巡逻，前往纽芬兰岛东部的北大西洋游弋。在此期间，该艇曾相继加入“豹子”（10月6日－20日）、“堇菜”（10月20日－11月5日）和“极北蝰”（11月9日－19日）狼群，并击沉1艘舰船：11月2日02:00，同属堇菜狼群的U-402号在贝尔岛以东约500海里（930）处向SC-107号护航队发射了一枚鱼雷，并于2分20秒后听到可能命中的声音，但实际上是在船队53号阵位的船只附近引爆。02:05，该艇再次发动攻击，用一枚鱼雷击中英国货轮帝国日出号（Empire Sunrise）。至05:21，U-84号完成致命一击，击沉了这艘受损的英国货轮。经过为期七十天、水面约8,850海里（16,390）、水下约281海里（520）的航行后，乌普霍夫于12月7日12:30返抵布雷斯特。
在1943年的最后两次巡逻中，U-84号又分别参与过七次狼群作战，但始终未能再取得战功。至8月7日，即第八次巡逻期间，它在最后一次发出无线电信号后便消失无踪。根据计划，当时该艇需要相继从U-117、U-760以及U-847号补给燃料，但在指定日期却未与僚艇取得任何联系。根据战后最初的评估报告，U-84号是1943年8月24日在北大西洋中部（27°09′N 37°03′W / 27.150°N 37.050°W）遭一架从美国护航航空母舰科尔号起飞的复仇者式轰炸机以航空鱼雷击沉。但这次攻击实际上是针对U-172号的，且没有造成任何损害；而U-84号当时应受命从U-760号处加油，距离科尔号飞机的攻击地点超过600海里（1,100）。因此这一推断并不成立。海军历史学家阿克塞尔·尼斯特勒于1995年12月、2001年1月和2002年2月三度对最初的战后评估报告进行了修订。他认为U-84号应是1943年8月7日在百慕大西南的北大西洋（27°55′N 68°30′W / 27.917°N 68.500°W）遭美国海军一架解放者轰炸机发射的FIDO自导鱼雷击沉，艇内46名官兵全数阵亡。

## 袭击历史摘要
| 日期          | 船名                 | 船籍     | 吨位  | 结局 |
| ------------- | -------------------- | -------- | ----- | ---- |
| 1942年4月8日  | 内马尼娅号           | 南斯拉夫 | 5,226 | 击沉 |
| 1942年4月21日 | 翼蓟号               | 巴拿马   | 3,014 | 击沉 |
| 1942年6月23日 | 托万格号             | 挪威     | 6,568 | 击沉 |
| 1942年7月13日 | 安德鲁·杰克逊号      | 美国     | 5,990 | 击沉 |
| 1942年7月19日 | 下加利福尼亚号       |          | 1,648 | 击沉 |
| 1942年7月21日 | 威廉·卡伦·布莱恩特号 | 美国     | 7,176 | 击伤 |
| 1942年11月2日 | 帝国日出号           | 英国     | 7,459 | 击沉 |

## 脚注
1. 1 2  加洛普，第72頁.
2. ↑  威廉生，第10頁.
3. 1 2  Gröner 1991，第43–44頁.
4. 1 2 3 4  . U-Boot-Archiv.   [2024-06-30].
5. 1 2  Helgason, Guðmundur. . German U-boats of WWII - uboat.net.   [2024-06-30]. （原始内容存档于2022-10-06）.
6. ↑  Högel，第52頁.
7. 1 2  Helgason, Guðmundur. . German U-boats of WWII - uboat.net.   [2024-06-30]. （原始内容存档于2021-12-09）.
8. ↑  Helgason, Guðmundur. . German U-boats of WWII - uboat.net.   [2024-06-30]. （原始内容存档于2022-01-18）.
9. ↑  Helgason, Guðmundur. . German U-boats of WWII - uboat.net.   [2024-06-30]. （原始内容存档于2023-01-28）.
10. ↑  Helgason, Guðmundur. . German U-boats of WWII - uboat.net.   [2024-06-30].
11. ↑  Helgason, Guðmundur. . German U-boats of WWII - uboat.net.   [2024-06-30].
12. ↑  Helgason, Guðmundur. . German U-boats of WWII - uboat.net.   [2024-06-30].
13. ↑  Helgason, Guðmundur. . German U-boats of WWII - uboat.net.   [2024-06-30]. （原始内容存档于2022-01-20）.
14. ↑  Helgason, Guðmundur. . German U-boats of WWII - uboat.net.   [2024-06-30]. （原始内容存档于2024-10-08）.
15. ↑  Helgason, Guðmundur. . German U-boats of WWII - uboat.net.   [2024-06-30].
16. ↑  Helgason, Guðmundur. . German U-boats of WWII - uboat.net.   [2024-06-30]. （原始内容存档于2024-10-10）.
17. ↑  Helgason, Guðmundur. . German U-boats of WWII - uboat.net.   [2024-06-30].
18. ↑  Helgason, Guðmundur. . German U-boats of WWII - uboat.net.   [2024-06-30].
19. ↑  Helgason, Guðmundur. . German U-boats of WWII - uboat.net.   [2024-06-30].
20. ↑  Niestlé，第215頁.